# Clash of Clans
A Clash of Clans egy mobilra tervezett freemium stratégiai játék, melyet a finn játékgyártó Supercell fejlesztett ki. A játékot iOS-re 2012. augusztus 2-án, Androidra 2013. október 7-én a Google Playen keresztül adta ki.
A játék fantasy tematikájú, kitalált világban játszódik, ahol a játékos egy falu vezetője. A Clash of Clans játékosának az a feladata, hogy a többi játékos megtámadásával szerzett erőforrásokból építse fel a saját falvát, majd az alapanyagokat saját maguk hozzá létre. A legfontosabb erőforrások az arany, az elixír és a sötét elixír. A játékosok társulhatnak is, ahol olyan csapatokat, klánokat alkothatnak, melyeknek legfeljebb 50 tagjuk van, akik együtt játszhatnak a Klánok Háborújában, egymásnak csapatokat adhatnak, vagy kaphatnak a társaktól, illetve csetelhetnek egymással.
A Clash of Clans megjelenésekor általában véve pozitív kritikát kapott.

## A játék menete
A Clash of Clans egy online játék, amit egyszerre többen játszanak, s melynek során klánokba rendeződve hadsereget hoznak létre, és az erőforrások megszerzéséért megtámadják a többi csapatot. A játékban négy fizetőeszköz, forrás van: Az arannyal és az elixírrel védelmi vonalakat és csapdákat lehet építeni, hogy megvédjék ezek a játékosokat, ezen kívül épületeket lehet építeni és fejleszteni. Az elixírrel és a sötét elixírrel csapatokat és varázserőt lehet fejleszteni. A legértékesebb pénznem a drágakő. A támadásokat három csillagos rendszerben értékelik, és legfeljebb három percig tarthatnak.